# يوهان غوتهيلف تسيغلر
يوهان غوتهيلف تسيغلر (بالألمانية: Johann Gotthilf Ziegler)‏ هو ملحن ألماني، ولد في 25 مارس 1688 في Leubnitz-Neuostra ‏ في ألمانيا، وتوفي في 15 سبتمبر 1747 في هاله في ألمانيا.

## وصلات خارجية
- يوهان غوتهيلف زيغلر على موقع ميوزك برينز (الإنجليزية)